# Guerre des motards au Québec
Notes
150 morts (dont neuf innocents), neuf disparus, 181 tentatives de meurtre et 84 incendies criminels.

La guerre des motards au Québec fait référence aux violents conflits entre différents groupes de motards hors-la-loi qui débuta en 1994 et qui se poursuivit jusqu'en 2002 au Québec, Canada.

## Description
Cette guerre commence alors que les Hells Angels du Québec tentent d'établir un monopole sur les ventes de drogues dans les rues de la province. Un certain nombre de trafiquants de drogue et de familles criminelles résistent et créent des groupes tels que l'« Alliance pour lutter contre les Angels ». Finalement, un certain nombre de dealers rejoignent les Rock Machine.
Cette guerre provoque de nombreux attentats (provoquant la destruction de plusieurs bâtiments) et de nombreux meurtres des deux côtés. Plusieurs personnes ont perdu la vie dans ce conflit, incluant Daniel Desrochers, un garçon de 11 ans mortellement blessé par des éclats alors qu'il jouait près d'une jeep qui a explosé. En huit ans, on a comptabilisé plus de 150 morts (dont neuf innocents), neuf disparus, 181 tentatives de meurtre et 84 incendies criminels.

## Arrestations
À la suite de la création de l’escouade antimotard « Carcajou » en septembre 1995 après la mort du jeune Daniel Desrochers et à l’instauration de la loi antigang en mai 1997 (loi permettant l’arrestation de quiconque faisant affiliation au crime organisé avec pour seule cause d'être membre), plusieurs arrestations ont pu avoir lieu. L'une d'elles  sort du lot : l’arrestation de Maurice « Mom » Boucher, le chef de l’organisation criminelle « Hells Angels », le 5 décembre 1997. Cette arrestation a été possible grâce au membre Stéphane « Godasse » Gagné qui est devenu délateur pour la police. 
La guerre prend fin après une multitude de meurtres commis par les Hells Angels Ces morts, ainsi que le tollé général provoqué par la mort d’innocents, entraînent une pression sur la police. Celle-ci mène, en mars 2001, à l’Opération Printemps 2001, une vaste opération policière qui a décapité le chapitre des Nomads et perturbé l'organisation des Hells Angels au Québec.
En avril 2009, l'opération SharQc mène à l'incarcération de 117 membres des Hells Angels au Québec. D'autres arrestations sont effectuées au Nouveau-Brunswick, en France et en République dominicaine, principalement dans le cadre de crimes liés à la guerre des motards. Ces arrestations permettent de résoudre des meurtres commis entre 1992 et 2009. Quatre bunkers des Hells Angels sont également saisis par la police, incluant celui de Sorel-Tracy, incendié en 2008. Une douzaine d'arrestations sont faites plus tôt dans l'année lors de l'opération Axe en février et l'opération Baladeur en mars.

## Meurtres
Les Hells Angels ont commandité plusieurs meurtres au fil des années, mais certains ont marqué l’imaginaire collectif plus que d’autres. Parmi ceux-ci, on retrouve la mort par accident du jeune Daniel Desrochers, mort après quatre jours dans le coma à l’hôpital à la suite d'éclats de métal dans le crâne causés par l’explosion d’une voiture à proximité, ainsi que le meurtre de Pierre Rondeau, un gardien de prison assassiné dans le but d’envoyer un message : le message que le système de justice peut et va être ébranlé par les Hells Angels, mais aussi le message que tout délateur ou personne osant trahir ses confrères va finir assassiné. Pierre Rondeau ne faisait que conduire un fourgon de transport vide de passager à proximité de la prison de Rivière-Des-Prairies. Il a été tué sous les yeux de son coéquipier Robert Corriveau qui, lui, a été épargné, car l’arme d’un des motards était enrayée. Ce motard était Stéphane «Godasse» Gagné. Plusieurs membres des deux côtés ont été tués ou blessés. Au total les estimations sont de 170 morts, mais dans ces morts 29 étaient d’innocentes victimes.